# Oporinia oblita
Oporinia oblita là một loài bướm đêm trong họ Geometridae.